# Cameron Sharp
Robert Cameron Sharp (ur. 3 czerwca 1958 w Ayrshire) – brytyjski lekkoatleta, sprinter, wicemistrz Europy i mistrz igrzysk Wspólnoty Narodów, olimpijczyk.

## Kariera sportowa
Na igrzyskach Wspólnoty Narodów reprezentował Szkocję, a na pozostałych dużych imprezach międzynarodowych Wielką Brytanię.
Zdobył złoty medal w sztafecie 4 × 100 metrów (sztafeta Szkocji biegła w składzie: Allan Wells, David Jenkins, Sharp i Drew McMaster), a także odpadł w ćwierćfinałach biegu na 100 metrów i biegu na 200 metrów na igrzyskach Wspólnoty Narodów w 1978 w Edmonton. Na mistrzostwach Europy w 1978 w Pradze reprezentował Wielką Brytanię. Zajął 6. miejsce w sztafecie 4 × 100 metrów. Zajął 4. miejsce w sztafecie 4 × 100 metrów (w składzie: Mike McFarlane, Wells, Sharp i McMaster) oraz odpadł w półfinałach biegów na 100 metrów i na 200 metrów na igrzyskach olimpijskich w 1980 w Moskwie.
Zdobył srebrny medal w biegu na 200 metrów, przegrywając jedynie z Olafem Prenzlerem z Niemieckiej Republiki Demokratycznej, a wyprzedzając innego reprezentanta NRD Franka Emmelmanna, a także zajął 4. miejsce w finale biegu na 100 metrów na mistrzostwach Europy w 1982 w Atenach. Na igrzyskach Wspólnoty Narodów w 1982 w Brisbane wywalczył trzy brązowe medale: w biegu na 100 metrów (za Allanem Wellsem i Benem Johnsonem z Kanady), w biegu na 200 metrów (za McFarlane’em z Anglii i Wellsem ze Szkocji) i w sztafecie 4 × 100 metrów (w składzie: Gus McCuaig, Wells, Sharp i McMaster). Odpadł w półfinałach biegów na 100 metrów i na 200 metrów na mistrzostwach świata w 1983 w Helsinkach. Zajął 6. miejsce w biegu na 60 metrów na światowych igrzyskach halowych w 1985 w Paryżu. Na igrzyskach Wspólnoty Narodów w 1986 w Edynburgu zdobyła brązowy medal w sztafecie 4 × 100 metrów (w składzie: Jamie Henderson, Sharp, George McCallum i Elliot Bunney) oraz odpadł w półfinale biegu na 100 metrów.
Sharp był mistrzem Wielkiej Brytanii (AAA) w biegu na 100 metrów w 1982 oraz brązowym medalistą w biegu na 200 metrów w 1983, a także halowym mistrzem w biegu na 60 metrów w 1980 oraz brązowym medalistą w tej konkurencji w 1984 i 1986. Był również mistrzem UK Championships w biegu na 100 metrów w 1980 i 1981 oraz w biegu na 200 metrów w 1980, wicemistrzem w biegu na 200 metrów w 1981 oraz brązowym medalistą w biegach na 100 metrów i na 200 metrów w 1979. Był mistrzem Szkocji w biegu na 100 metrów w 1987 i w biegu na 200 metrów w 1982.
Dwukrotnie poprawiał rekord Wielkiej Brytanii w sztafecie 4 × 100 metrów do wyniku 38,62 s uzyskanego 1 sierpnia 1980 w Moskwie.

## Rekordy życiowe
Rekordy życiowe Sharpa:
- bieg na 100 metrów – 10,20 s (24 sierpnia 1983, Zurych)
- bieg na 200 metrów – 20,47 s (9 września 1982, Ateny)

## Rodzina
Jego córka Lynsey Sharp jest znaną lekkoatletką, biegaczką średniodystansową, mistrzynią Europy z 2012 w biegu na 800 metrów.